# A buddhizmus és a római világ

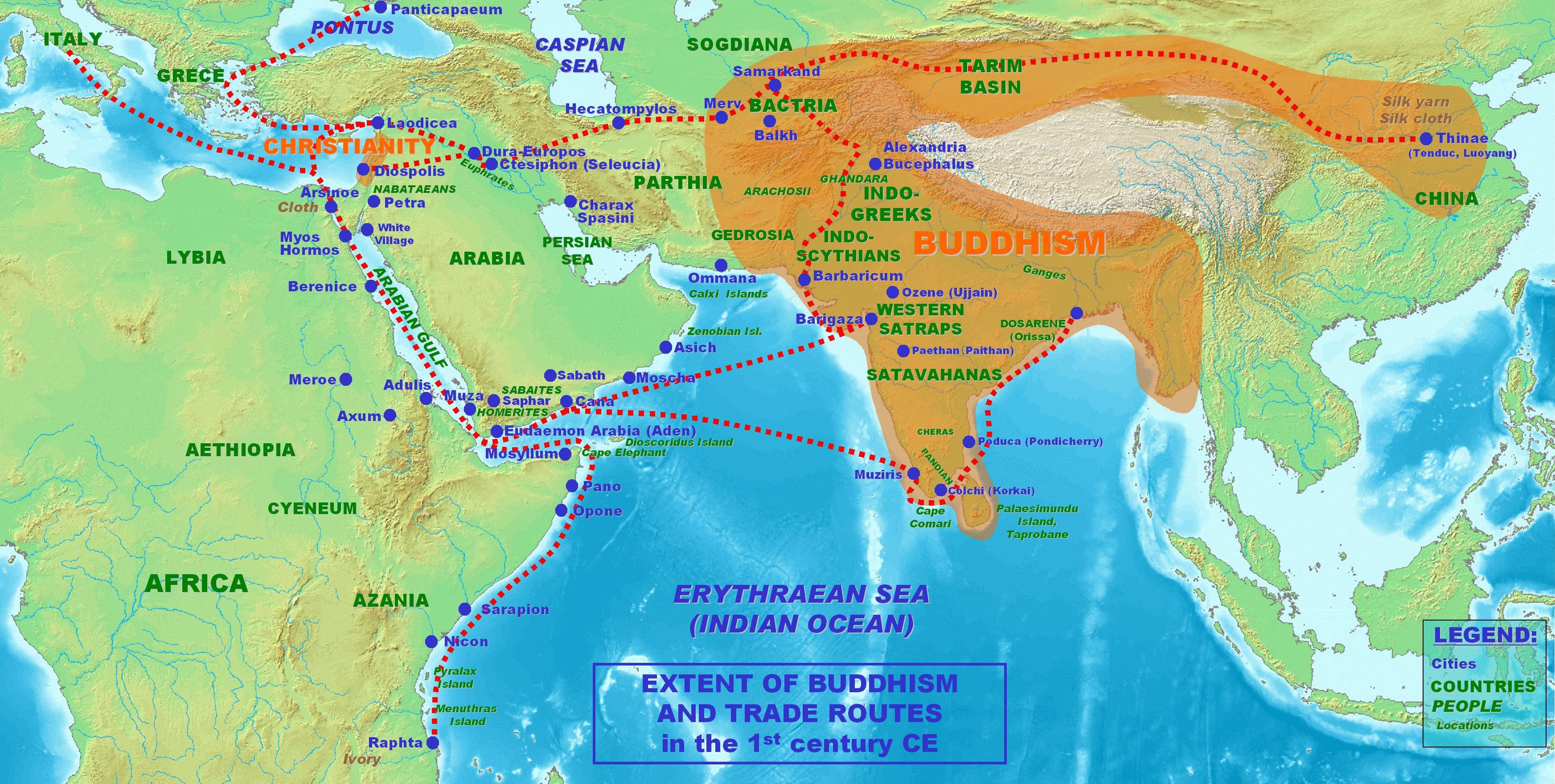
A buddhizmus elterjedése és a kereskedelmi útvonalak az 1. században

Az ókori klasszikus és a keresztény írók művein keresztül ismeretes a buddhizmus és a Római Birodalom egymásra gyakorolt hatása.

## Pandiai küldöttség
A római történelmi krónikák beszámolnak arról, hogy egy Porusz (Pandion, Pandia vagy Pandita) nevű indiai király követséget küldött Augustus császárnak valamikor az i. e. 22 és i. e. 13 között. A követség egy bőrre tetovált diplomáciai levéllel érkezett és az egyik tag felgyújtotta saját magát Athénban, hogy a hitét demonstrálja. Az ügy hatalmas szenzációt keltett, amelyről Damaszkuszi Nikolausz is beszámolt, aki találkozott a követséggel Antiokheiában (a mai Antakya közelében, Törökországban). Erről az esetről Sztrabón (XV,1,73 ) és Cassius Dio (liv, 9) is írt. Az öngyilkos követnek sírhelyet emeltek, amely látható volt még Plutarkhosz idejében.

## A buddhista kultúra és a kereszténység előtti ókori Görögország

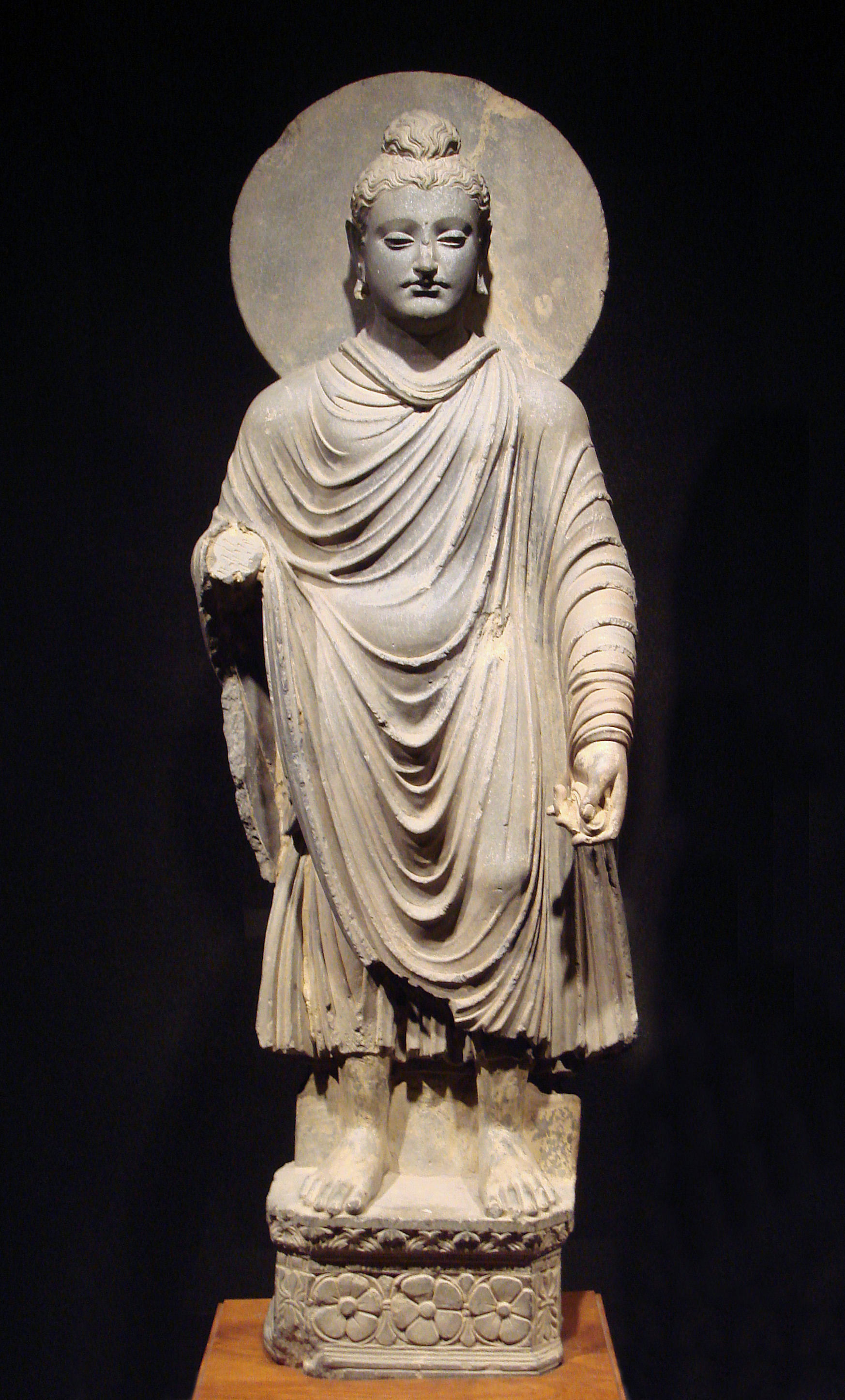
Jézus idejében, vagy röviddel utána: Gautama Sziddártha szobra gréko-buddhista stílusban, a mai Pakisztánban (lásd még: Gandhára művészete)

Jézus idejére Buddha tanításai már elterjedtek India legnagyobb részén és eljutottak Srí Lankába, Közép-Ázsiába és Kínába. A tanítások között akadnak hasonlóak az öt évszázaddal később született keresztény erkölcsi parancsokhoz. Ezek közé tartozik például az élet szentsége, a másokkal való együttérzés, az erőszakmentesség elve, az adakozás és az erények gyakorlása.
Will Durant amerikai író szerint, mivel Asóka király az i. e. 3. században hittérítőket küldött több külföldi országba, köztük Egyiptomba és az ókori Görögországba is, lehetséges, hogy ezek előkészítették a terepet a keresztény tanításokhoz.

## Maurja prozelitizmus
Asóka király hívta össze a Harmadik buddhista tanácskozást i. e. 250 környékén Pataliputra városában (ma Patna). A tanácskozást Moggaliputta Tissza szerzetes vezette. A tanácskozás célja a szangha megtisztítása volt, főleg a nem buddhista aszkétáktól, akiket a királyi patronázs vonzott. A tanácskozást követően buddhista misszionáriusok indultak útnak az ismert világ minden tája felé.
Asóka rendeletei közül néhány megemlíti a buddhizmus terjesztése érdekében tett erőfeszítéseket a hellenisztikus világban, amely akkortájt összefüggő egységet alkotott egészen Indiáig. Ezekből világos képet kapunk a hellenisztikus területek politikai szervezeteiről: a főbb görög uralkodók neveiről, fővárosairól. Ezen állítások szerint sok uralkodó kapott buddhista hittérítést: II. Antiokhosz szeleukida uralkodó (Szeleukida Birodalom - i. e. 261–246), II. Ptolemaiosz (Egyiptom - i. e. 285–247), II. Antigonosz makedón király (Makedónia - i. e. 276–239).
"A dharma hódítását megnyertük itt, a határokon és 5400–9600 km-re innen is, ahol a görög király Antiokhosz uralkodik, azon túl, ahol a négy király Ptolemaiosz, Antigonosz, Magasz és Alexander uralkodik, ahogy délen is, ahol a Csolák, a Tamilok és a Tamraparnik (Srí Lanka) uralkodnak." (Asóka rendeletei, 13. kő bevésés, S. Dhammika).
Ezen felül, páli források szerint, Asóka néhány misszionáriusa görög buddhista pap volt, ami jól mutatja a közeli vallásos párbeszédet a két kultúra között:
"Amikor thera (idősebb) Moggaliputta, a hódító (Asóka) vallásának felvilágosítója, véget vetett a tanácskozásnak (harmadik) (...) ő előre küldte az idősebbet, egyet ide, egyet oda: (...) és Aparantakához (a "nyugati országokba" Gudzsarátnak és Szindh-nek felel meg) elküldte a göröghöz (Iona - görögül beszélő) (...)". (Mahávamsza XII).
Nem egyértelmű, hogy ezek az érintkezések milyen hatással voltak a másik félre, ám néhány szerző állítása szerint ebben az időben már elkezdődött a szinkretizmus a buddhizmus és a hellenisztikus gondolkodás között. Kimutatható buddhista közösségek jelenléte ebben a világban, főleg Alexandriában (Alexandriai Szent Kelemen szerint) és a keresztény kort megelőző terapeuta szerzetesrendjénél (valószínűleg a páli "théraváda szó torzulásából"). Ezek majdnem teljes mértékben a buddhista aszketizmusból merítettek és lehettek közöttük akár Asóka misszionáriusai közül is.
Találtak buddhista sírköveket is Alexandriában, melyeket a dharma kerékkel díszítettek. A buddhisták alexandriai jelenléte a következő következtetésre ad okot: "Később ezen a helyen hozták létre a legtöbb aktív keresztény központot".

## A buddhista kultúra nyugati terjeszkedése
Buddh tanításai északnyugati irányban továbbterjedtek a Pártus Birodalom területére is. Buddhista sztúpa maradványok maradtak fenn az egykor a selyemút mentén fekvő Merv városában is (a mai Türkmenisztán területén). Szovjet régészeti csapatok Merv közelében feltárták egy ősi buddhista kolostor maradványait, köztük egy óriási buddharúpát, azaz Buddha-szobrot. An Si-kao és más pártus nemes fontos szerepet játszott a buddhizmus távol-keleti terjesztésében.

## A Nyugat ismeretei a buddhizmusról

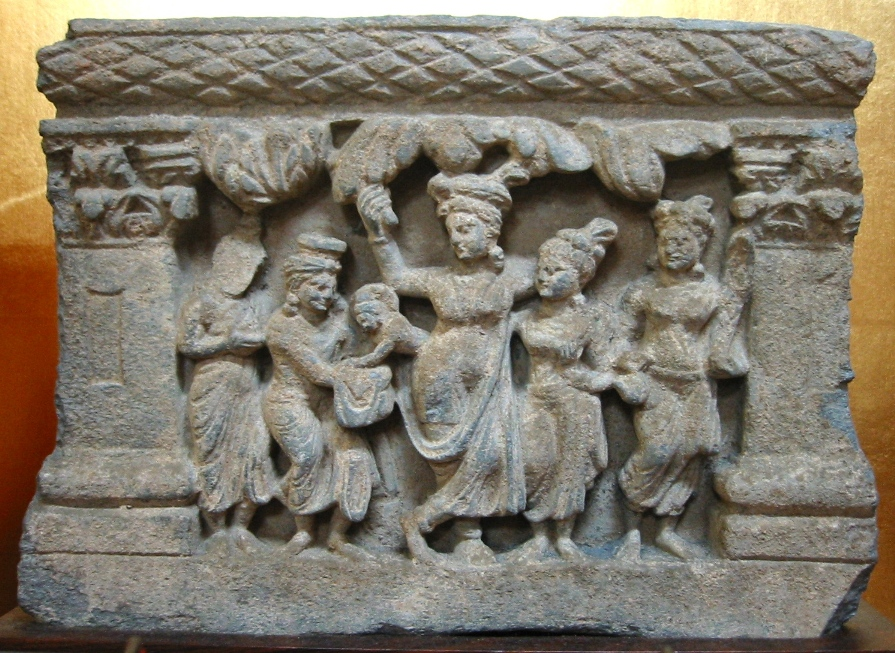
Gautama Sziddhártha születése, Gandhára, 2-3. század

Nyugaton már egészen korán volt valamiféle fogalmuk a buddhizmusról. A 2. században Alexandriai Szent Kelemen a következőket írta Buddháról:
|  | „εἰσὶ δὲ τῶν Ἰνδῶν οἱ τοῖς Βούττα πειθόμενοι παραγγέλμασιν. ὃν δι’ ὑπερβολὴν σεμνότητος ὡς θεὸν τετιμήκασι. - görög - [Az indiaiak között vannak olyan filozófusok is, akik Buddha előírásait követik, akit Istenként tisztelnek különleges szentsége miatt.]” |
|  | – Alexandriai Szent Kelemen |

Ugyanebben a szövegben Szent Kelemen szintén elismerte a baktriai buddhistákat (srámanák) és az indiai gimnozófusokat, amiért hatással voltak a görög gondolkodásra.
Szintén ismert volt ebben a korban Buddha születésének története: a Carrhae-i Arkhelaosz (278) szövegeinek egy töredéke megemlíti Buddha születésének körülményeit, valamint Szent Jeromos (4. század) is azt írja, hogy Buddha "egy szűz oldalából fogant". Májá déví azután szülte Buddhát, miután álmában egy bódhiszattva eljövetelét látta a Tusita mennyországból egyenesen a méhébe. Ez a történet párhuzamokat mutat Jézus születéstörténetével, amelyben Szűz Mária és a Szentlélek szerepel.

## A buddhizmus és a gnoszticizmus
A korai 3-4. században keresztény írók, mint például Hippolütosz és Epiphaniosz írtak egy bizonyos Szkítiánoszról, aki ellátogatott Indiába i. sz. 50 körül. Útjáról a "Két igazság tana" című művel tért vissza Európába. Jeruzsálemi Szent Cirill szerint Szkítiánosz tanítványa (Terebinthusz) "Buddhaként" mutatkozott be.) Terebinthusz ellátogatott Palesztinába és Júdeába, majd végül Babilonban telepedett le, ahol átadta a tudását Mani prófétának. Ezzel megteremtette a manicheizmus alapjait.

## Kapcsolódó szócikk
- Gréko-buddhizmus
- Buddhizmus Nyugaton
- Buddhizmus Olaszországban